# 华东杏叶沙参
华东杏叶沙参（学名：Adenophora hunanensis sp. huadungensis）为桔梗科沙参属下的一个亚种。

## 扩展阅读
- 維基物種上的相關：华东杏叶沙参